# دوروتی دوان
دوروتی دوان (انگلیسی: Dorothy Dwan؛ ‏ ۲۶ آوریل ۱۹۰۶ – ۱۷ مارس ۱۹۸۱) بازیگر اهل ایالات متحده آمریکا بود.
از فیلم‌هایی که وی در آن نقش داشته‌است، می‌توان به دلقک تمام‌عیار، جادوگر شهر از، درنگ کن، ببین و گوش کن، کید اسپید و دوست پسرش اشاره کرد.